# 중국의 반한 정서
중국의 반한감정이란 중국인의 한국의 문화에 대한 반대, 적대, 증오, 불신, 두려움을 포함한 일반적인 혐오 등을 말한다. 일부 사람들은 이것이 중국인들이 그들이 보유한 5천년의 문명과 연관되어온 우월감에 도전하는 한국인들의 오만함으로 인해 유발되었다고 주장한다.
대한민국은 1993년에 중국과 수교를 맺었고, 두 나라 사이의 관계는 경제적으로 보다 더 많은 통합을 허용하기 위해 한동안 서서히 개선되었으나, 여전히 긴장이 존재한다. , 양국 간의 다양한 분쟁으로 인해 반한감정이 여전히 감지되고 있다.

## 제2차세계대전 이전

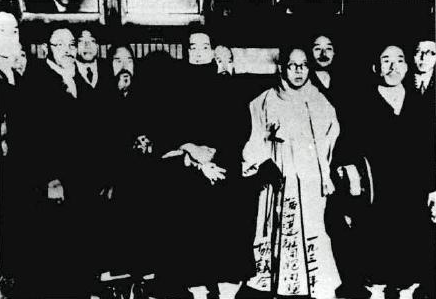
1931년 만보산 사건 당시 재만동포위문(윤치호 일기)

일제강점기 기간동안 중국인 이민자들의 유입이 있었고, 1925년에는 46,000명에 달했다. 이 이민자들, 소위 쿨리들은 한국인들에게 분노의 원천이 되었고, 저임금과 고용 불안정과 같은 국가 노동 문제의 원인으로 비난받았다. 이것은 만주에 있는 중국인과 한국인 농부들 사이의 분쟁인 만보산 사건에 의해 더욱 악화되었다. 해당 사건에 대한 보도는 일본 제국의 선전활동을 위해 조작되었고, 이로 인해 많은 한국인들이 사망했다. 이를 계기로 반중 폭동이 발생했고 다시 그 보복으로 중국에서 대규모 반한 시위가 발생했다.

## 역사적 분쟁
고구려와 발해를 둘러싼 학문적 논쟁은 중국에서 반한감정으로 이어졌다. 논쟁의 주제는 양국 지배층의 민족성과 이들 국가의 역사가 어느 나라에 속해야 하는 지 등이다.

## 현대 스포츠

### 축구
중국 축구팬들이 만든 공한증이라는 용어는 1978년 이후 중국 축구 대표팀이 대한민국 축구 대표팀과 30여 차례 경기를 치렀지만 한 번도 이기지 못했던 현상을 의미한다. 이로 인한 좌절감으로 1999년 올림픽 예선전, 2001년 친선전, 2004년 올림픽 예선전 등 중국에서 열린 축구 경기에서 한국인을 상대로 한 폭력 사태가 여러 차례 발생했을 가능성이 있다.
2000년 베이징에서 열린 한중 친선 축구 경기에서 중국이 패하자 한국 관중이 중국 관중에서 구타를 당했다. 2004년 창샤에서 열린 2004 아테네 올림픽 예선전에서도 중국이 패하자 중국 관중이 폭력으로 대응해 한국인 관중 1명이 다쳤다.
한국과 일본에서 2002 FIFA 월드컵이 개최되는 동안, 한국팀의 경기를 둘러싼 논란들은 잘 알려져 있었는데, 그것이 일부 중국인들에게 화제가 되었고 일부 중국 언론이 한국측의 태도에 대해 부정적으로 보도했다. 한국팀이 토너먼트를 통해 준결승전에 진출하면서 심판들의 여러 논란이 있는 판정으로 인해 불공정한 경기와 특혜로 이탈리아와 스페인과 같은 유럽의 강팀들을 상대로 놀라운 승리를 거둔 것이 분명하다는 내용이었다.
중국 내 일반 중국인들 사이에서도 반한 감정이 드러났는데 중국인들 사이에 만개한 적대감 때문에 공개적으로 한국팀을 응원하는 것을 두려워했던 것으로 전해졌다.

### 2007 동계 아시아경기대회
창춘에서 열린 2007 동계 아시안 게임에서 한국 선수단이 시상식 도중 "백두산은 우리 영토다"라는 문구가 적힌 팻말을 들고 시위를 벌였는데, 중국 스포츠 관계자들은 이것이 올림픽 정신을 침해했다고 비판하는 항의서한을 보냈다.

### 2008 베이징 올림픽

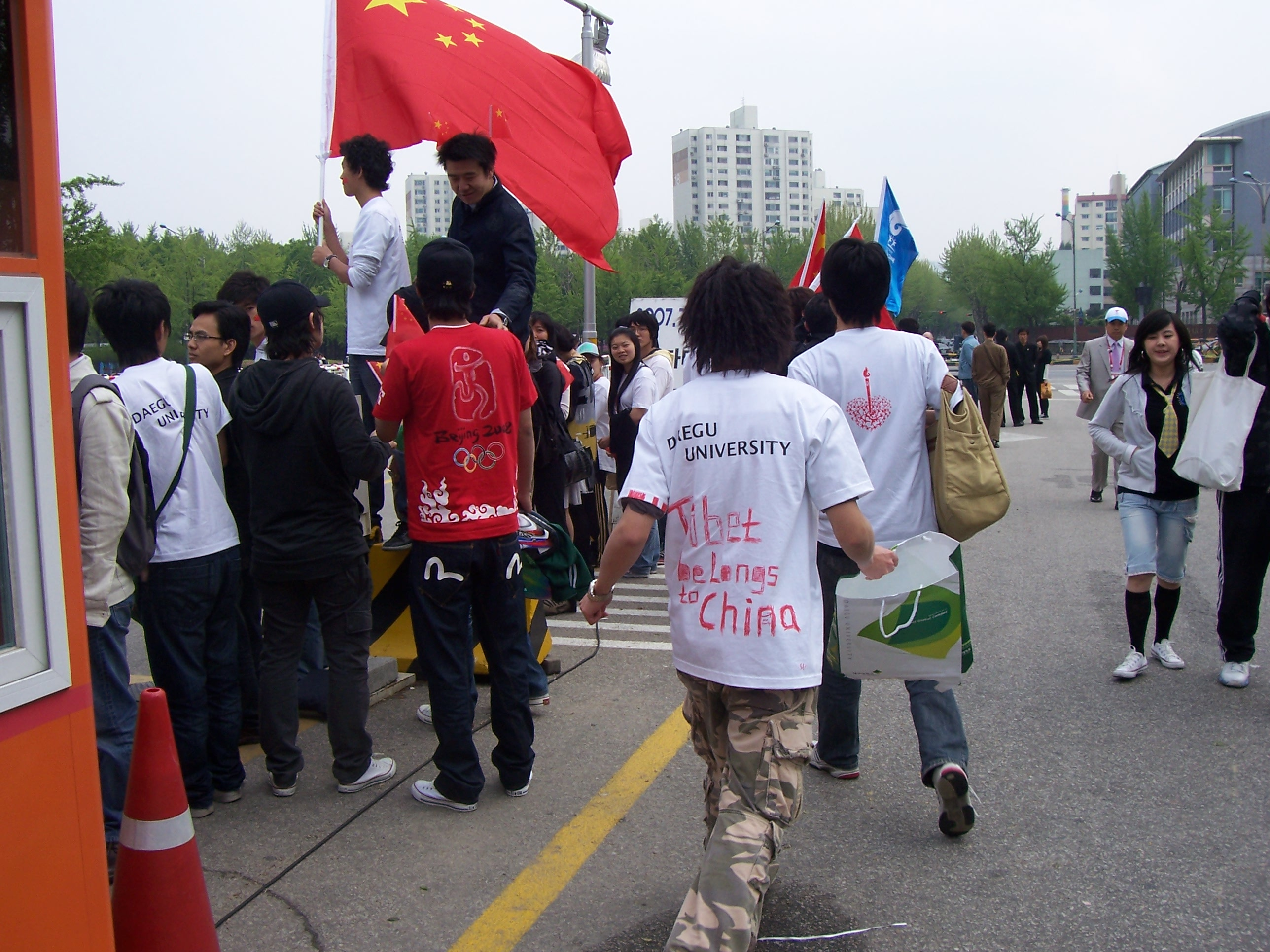
'티베트는 중국의 것'이라는 문구가 적힌 대구대학교 티셔츠를 입은 남자의 모습, 2008 베이징 올림픽 성화봉송 서울 릴레이 중에서.

이러한 중국의 반한정서는 한국의 반중정서와 함께 2008 베이징 올림픽의 결과로 이어졌다. 2008 올림픽 성화 봉송의 서울 구간 동안 중국 학생들이  중화인민공화국의 인권탄압에 반대하는 시위를 벌이고 있던 한국의 시위대와 충돌했다. 수많은 발사물들이 한국 시위대를 향해 던져졌고, 한 신문 기자가 부상을 입었다. 베이징 올림픽의 중국 지지자들은 또한 서울 광장 호텔 로비에서 한국 시위대, 티베트인, 서구 관광객과 경찰관에게도 폭력을 행사했다. 이는 한국 정부가 중국에 강력한 유감을 표하는 계기가 되었고, 한국 인터넷 포털에서 반중 정서의 급격한 확산을 불러일으켰다..
SBS가 2008 베이징 올림픽 개막식 리허설 영상을 유출하며 논란은 더욱 거세졌다. 베이징 올림픽 관계자는 유출에 대해 실망감을 나타냈다. 이 사건은 중국인들 사이에서 한국인들에 대한 혐오와 불신을 자극했다.
대회 기간 내내 중국 관중들은 종종 한국 선수들에게 야유를 보내거나 상대하는 경쟁국을 응원했는데, 여기엔 심지어 일본도 포함되어 있었다. 이는 지난 몇 년 동안 중국의 반일감정의 결과로 금기시 되었던 행동이었기에 관심의 대상이 되었다. 중국과 해외 분석가들은 중국에 대한 일본인들의 호의적인 제스처에 대한 대가로 중국 관중이 일본 선수들을 지지했다고 주장하며, 이전에 제2차세계대전에서의 잔혹행위와 같은 논쟁들로 가득찼던 중일관계의 현저한 개선에 주목했다.

### 2018 FIFA 월드컵 예선전
2018 FIFA 월드컵 예선전 당시 대한민국과 중국이 2018 FIFA 월드컵 진출을 위해 맞붙었을 때 다시 한 번 반한 감정이 드러났다. 주로 중국 내 반한 감정의 부활을 가져온 것은 THAAD 요인으로, 한국이 자국에 THAAD를 설치하기로 결정했을 때, 중국은 이를 자국의 주권을 위협하는 것으로 간주했다. 이에 중국은 양국간 긴장이 고조된 가운데 한국을 1-0으로 제압하는 등 월드컵 예선 경기가 큰 관심을 끌었다.

### 2022 동계 올림픽
2022 베이징 동계 올림픽에서 중국과 한국의 관계가 악화되었는데, 개막식 행사에서 중국이 한국의 전통의상인 한복을 공연 의상으로 선보여 논란이 되었다. 이는 한국 대중과 정치인들 사이에서 "문화 도용"이라 불리며 비난받았다. 이에 연대하여 많은 한국 연예인들이 한복을 입은 사진을 포스팅했고, 이 운동은 중국 민족주의자들 사이에서 분노를 자아내며 인터넷에서 한국 연예인들을 공격하게 하였다.

## 디아스포라와 학생들
중국 내 반한 감정의 또 다른 원천은 한국에 있는 다수의 중국 유학생들이 현지 한국인들의 부정적인 태도를 경험했다는 보도에서 비롯된다. 이들은 한국인들에게 미개하고 가난하며 무지하다는 고정관념에 따라 차별을 받는다고 한다.
중국의 조선족 교수인 후앙 요우푸는 한국에서의 차별에 대해 조선족에 쓰여진 기사들이 네티즌들 사이에서 반한 감정의 주요 원천이었다고 언급했다.

## 현대의 문화 논쟁

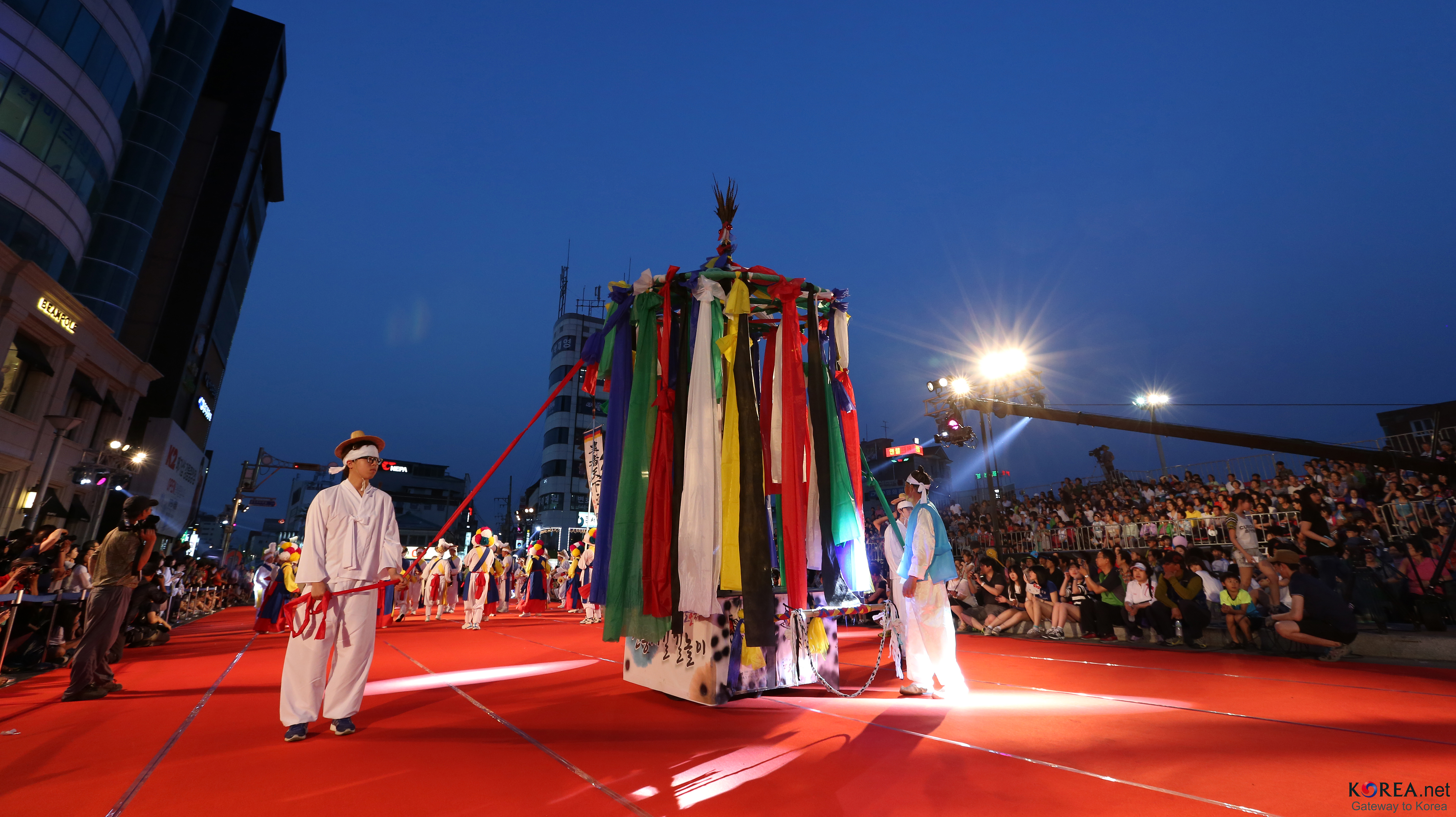
대한민국의 강릉 단오제

2005년 강릉 단오제를 유네스코 무형문화유산으로 등재하려 했던 한국의 시도에 중국이 반발하기 시작하며 중국 내 반한정서가 크게 확대되었다. 중국은 강릉 단오제가 중국 용선축제에서 파생되었다고 주장하며, 한국의 강릉 단오제와 중국의 용선축제의 공동 등재를 추진했다.
한국은 강릉 단오제가 중국의 용선제와는 전혀 다른 한국 강릉지역 만의 독특한 문화적 전통이라는 입장을 고수하고 중국의 공동 등재 요청을 거부했다. 중국의 반대에도 불구하고 유네스코는 강릉 단오제를 무형문화유산으로 등재했다. 등재 이후 중국 언론은 한국이 중국 문화를 도용했다는 비난을 쏟아냈고, 중국 용선제를 한국에 빼앗긴 것에 대한 유감과 굴욕감을 나타냈다..

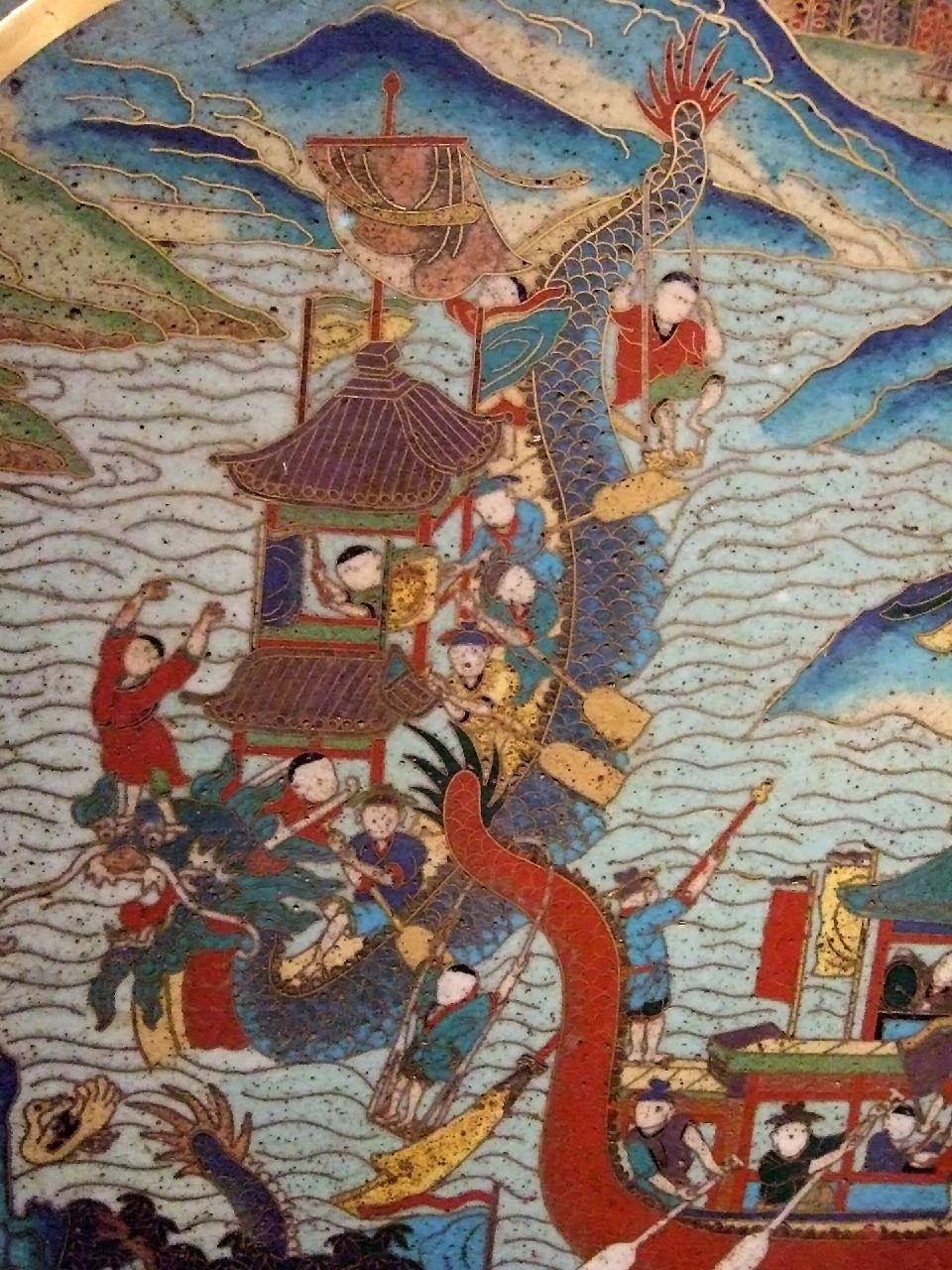
중국의 용선축제를 묘사한 그림(칠보, 1735-1795, 청나라)

유네스코 무형무산 논란은 중국 언론과 중국 인터넷으로부터 비슷한 비난이 잇따랐는데, 2007년 한국이 한자를 유네스코 문화유산으로 등록하려 한다는 중국 언론의 거짓 보도는 상당한 파장을 일으켰다. 이 보도는 홍콩과 차이니스 타이베이 언론에도 퍼졌다.
중국 뉴스에 따르면 2007년 중국 네티즌에 대한 인터넷 조사에서 '가장 미워하는 나라'로 한국이 뽑혔다. 그러나, 인터넷 토론에도 불구하고, 중국의 한국에 대한 관점은 대체로 괜찮은 편이다. 한 조사는 응답자의 50.2%가 "좋은 관계", 40.8%가 "보통"에 이른 반면, "반한 감정"을 선택한 응답자는 4.4%에서 6.1%에 불과한 것으로 보고했다.
중국 내 반한 정서의 여파로, 중국에 사업 발판을 마련한 몇몇 한국 기업들도 어려움을 겪고 있다. 예를 들어, 2017년 6월 한국의 자동차 회사인 현대자동차는 매출이 64퍼센트 감소했고, 기아자동차도 58퍼센트 감소했다. 2018년까지 롯데 그룹 역시 지속적인 반한 정서의 확산 아래 중국 내 백화점 매출이 크게 감소했다.
2020년 10월 13일, BTS의 멤버 RM은 한국전쟁에 대한 연설을 했는데, 그는 해당 연설에서 한국이 미국과 고통의 역사를 공유한다고 말했다. 이것은 중국에서 큰 논란을 일어켰고, 중국 언론은 그들이 인식하는 편견과 중국의 기여에 대한 부정에 대해 BTS를 비난하는 집회를 벌였다. 중국 네티즌들은 당시 중국이 한국에 맞서 싸웠음에도 불구하고 한국과 한국인들에 대해 보이콧 하겠다는 의견을 밝혔다.

## 같이 보기
- 반중감정
- 반일감정
- 중국의 국민주의
- 중국의 민주화 운동